# Metaline Falls
Metaline Falls az Amerikai Egyesült Államok északnyugati részén, Washington állam Pend Oreille megyéjében elhelyezkedő város. A 2010. évi népszámlálási adatok alapján 238 lakosa van.

## Történet
A terület már 12 000 évvel ezelőtt is lakott volt. Európai szőrmekereskedők 1810-ben jártak erre. A települést 1900-ban alapították; lakosainak többsége a Mammoth, illetve Morning ólom- és cinkbányákban dolgozott. Metaline Falls 1911. május 13-án kapott városi rangot.
A városban két filmet is forgattak: itt vették fel az 1993-as Benny és Joon vasúti jeleneteit, illetve az 1997-es A jövő hírnöke bizonyos részeit. A helység és a Twin Peaks sorozat településének földrajzi helyszníe megegyezik („hat kilométerrel a kanadai határtól délre és tíz kilométerrel az államhatártól nyugatra”).

## Éghajlat
A város éghajlata nedves kontinentális (a Köppen-skála szerint Dsb).
| Hónap                         | Jan.  | Feb.  | Már.  | Ápr.  | Máj. | Jún. | Júl. | Aug. | Szep. | Okt.  | Nov.  | Dec.  | Év    |
| ----------------------------- | ----- | ----- | ----- | ----- | ---- | ---- | ---- | ---- | ----- | ----- | ----- | ----- | ----- |
| Rekord max. hőmérséklet (°C)  | 10,0  | 13,9  | 22,8  | 32,2  | 35,6 | 41,1 | 40,0 | 38,9 | 36,7  | 26,7  | 15,6  | 11,7  | 41,1  |
| Átlagos max. hőmérséklet (°C) | 0,6   | 3,9   | 8,9   | 14,4  | 19,4 | 22,2 | 27,8 | 28,3 | 22,2  | 13,3  | 4,4   | −0,6  | 13,8  |
| Átlagos min. hőmérséklet (°C) | −6,7  | −5,6  | −2,8  | 0,6   | 5,0  | 8,9  | 10,6 | 9,4  | 5,6   | 1,1   | −2,2  | −6,7  | 1,5   |
| Rekord min. hőmérséklet (°C)  | −28,9 | −26,1 | −18,9 | −12,8 | −5,6 | −1,1 | 1,1  | 0,0  | −5,6  | −12,8 | −28,3 | −33,3 | −33,3 |
| Átl. csapadékmennyiség (mm)   | 77    | 50    | 57    | 56    | 69   | 78   | 41   | 30   | 36    | 53    | 81    | 88    | 716   |
| Forrás: The Weather Channel   |       |       |       |       |      |      |      |      |       |       |       |       |       |

## Népesség
A 2010-es népszámláláskor a városnak 238 lakója, 124 háztartása és 54 családja volt. A népsűrűség 432,7 fő/km2. A lakóegységek száma 206, sűrűségük 374,5 db/km2. A lakosok 94,5%-a fehér, 0,4%-a afroamerikai, 2,1%-a indián, 0,8%-a ázsiai,   2,1%-a pedig kettő vagy több etnikumú. A spanyol vagy latino származásúak aránya 1,7% (1,3% mexikói, 0,4% Puerto Ricó-i,  )
A háztartások 24,2%-ában élt 18 évnél fiatalabb. 36,3% házas, 4% egyedülálló nő, 3,2% egyedülálló férfi, 56,5% pedig nem család. 49,2% egyedül élt; 18,5%-uk 65 éves vagy idősebb. Egy háztartásban átlagosan 1,92 személy élt; a családok átlagmérete 2,91 fő.
A medián életkor 48,3 év volt. A város lakóinak 20,6%-a 18 évesnél fiatalabb, 4,6% 18 és 24 év közötti, 18,9%-uk 25 és 44 év közötti, 37,8%-uk 45 és 64 év közötti, 18,1%-uk pedig 65 éves vagy idősebb. A lakosok 47,9%-a férfi, 52,1%-a pedig nő.

## Fordítás
Ez a szócikk részben vagy egészben  a   Metaline Falls című angol Wikipédia-szócikk ezen változatának fordításán alapul.  Az eredeti cikk szerkesztőit annak laptörténete sorolja fel. Ez a jelzés csupán a megfogalmazás eredetét és a szerzői jogokat jelzi, nem szolgál a cikkben szereplő információk forrásmegjelöléseként.